# Хахилинга
Хахилига или Хахилинга (на немски: Hahilinga, Hahiligga) е баварски древен и висш благороднически род.
Те са споменати в Баварската правда (Lex Baiuvariorum) от 635 г. заедно с Хуоси, Троца, Фагана, Аниона и херцогския род на Агилолфингите.,